# باشگاه فوتبال یونین اسپانیولا
باشگاه فوتبال یونین اسپانیولا (به انگلیسی: Club Unión Española SADP) یک باشگاه فوتبال واقع در شهر سانتیاگو در کشور شیلی است. این تیم در لیگ برتر فوتبال شیلی بازی می‌کند و تا بحال ۷ بار قهرمان این لیگ شده است.